# Arquipélago de Bismarck

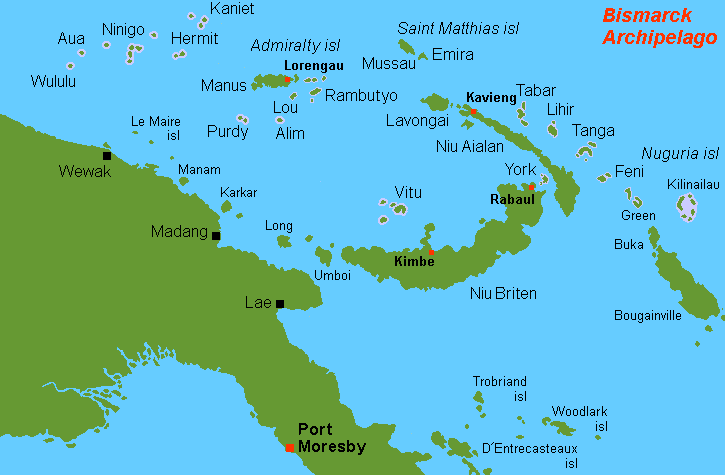
O arquipélago de Bismarck

O arquipélago de Bismarck é um grupo de ilhas situado ao largo da costa da Nova Guiné no Oceano Pacífico ocidental e sob soberania da Papua-Nova Guiné.

## Geografia
O arquipélago de Bismarck é composto sobretudo por ilhas vulcânicas, dispersas por quatro províncias com uma área total de 49 700 km², sendo as ilhas maias importantes:
- Província de East Sepik (5)
  - Ilhas Schouten

- Província de Madang (8)
  - Long Island
  - Ilha Crown
  - Ilha Karkar
  - Ilha Bagabag
  - Manam

- Província de Manus (9)

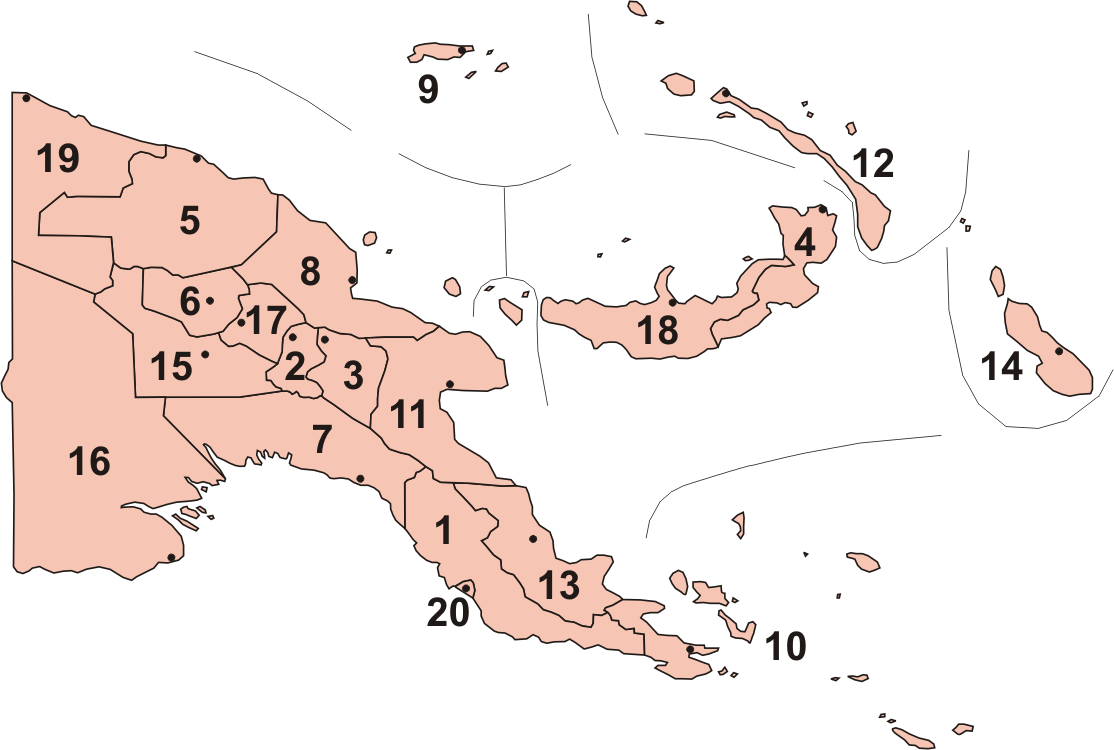
Províncias da Papua-Nova Guiné

  - Ilhas do Almirantado, grupo de 18 ilhas, incluindo:
    - Ilha Manus, ilha principal
    - Ilha de Los Negros
    - Ilha Lou
    - Ilha Ndrova
    - Ilha Tong
    - Ilha Baluan
    - Ilha Pak
    - Ilhas Purdy
    - Ilha Rambutyo
    - Ilhas de Santo André

  - Ilhas Ocidentais, com:
    - Ilha Aua
    - Ilhas Hermit
    - Ilhas Kaniet
      - Ilha Sae

    - Ilhas Ninigo
    - Ilha Wuvulu

- Província de Morobe (11)
  - Ilha Umboi
  - Ilha Tolokiwa
  - Ilha Sakar
  - Ilha Ritter
  - Ilha Malai
  - Ilha Tuam

- Província da Nova Bretanha Ocidental (18)
  - Nova Bretanha ou Niu Briten, ilha principal
  - Ilhas Vitu

- Província da Nova Bretanha Oriental (4)
  - Nova Bretanha ou Niu Briten, ilha principal
  - Ilhas do Duque de Iorque
    - Ilha do Duque de Iorque
    - Kabakon
    - Ulu

- Província da Nova Irlanda (12)
  - Nova Irlanda ou Niu Ailan, ilha principal
  - Ilha Dyaul
  - Ilha Lihir
  - Ilha Nova Hanôver ou Lavongai
  - Ilhas de São Matias
  - Ilhas Tabar
  - Ilhas Feni
  - Ilhas Tanga

## História
A área foi baptizada em honra do chanceler alemão Otto von Bismarck.
Os primeiros habitantes do arquipélago terão chegado por mar, desde a actual Papua-Nova Guiné, há 33000 anos. Mais tarde chegaram outros povos como os lapitas.
O primeiro europeu a visitar estas ilhas terá sido o explorador neerlandês Willem Schouten em 1616.
As ilhas permaneceram sem serem colonizadas por europeus até se terem tornado parte do protectorado alemão da Nova Guiné Alemã em 1884.
Em 13 de Março de 1888 ocorreu a erupção de um vulcão na ilha de Ritter, a qual produziu um grande tsunami. A quase totalidade do vulcão deslocou-se para o oceano restando uma pequena caldeira.
No início da manhã de 13 de Março de 1883, aproximadamente 5 km3 do vulcão da ilha de Ritter desmoronaram-se violentamente sobre o oceano a nordesre da Nova Guiné. Este evento, o maior colapso lateral de um vulcão registado em tempos históricos, originou um tsunami devastador com várias dezenas de metros de altura nas costas adjacentes. Colocados a várias centenas de quilómetros, observadores na Nova Guiné relataram ondas com períodos de três minutos e com alturas de até 8 metros, durante cerca de três horas. Estes relatos constituem a melhor informação em primeira disponível sobre tsunamis gerados por um grande colapso lateral de um vulcão.(...) Os detritos da ilha de Ritter caíram mais de 800 metros na vertical e moveram-se lentamente, em comparação com deslizamentos de terra que atingem águas mais profundas.(...)
Após a eclosão da Primeira Guerra Mundial, as ilhas foram tomadas pelas forças armadas da Austrália em 1914, tendo sido atribuído a este país um mandato da Liga das Nações relativamente a estas ilhas. Permaneceram sob controlo australiano - interrompido apenas pela ocupação japonesa durante a Segunda Guerra Mundial - até à independência da Papua-Nova Guiné em 1975.